# Barrio Kennedy (San Pedro de Macorís)
Barrio Kennedy; San Pedro de Macorís, Republicana Dominicana
Límites 
- Norte: Los 4 Caminos
- Sur: Sarmiento
- Este: Vega
- Oeste: Los Maestros

## Historia
El Barrio Kennedy fue fundado en 1963, es un proyecto por el Instituto Dominicano de Desarrollo junto a Juan Bosch para los pobres, se seleccionó ese nombre en conmemoración a John F. Kennedy.

## Calles principales
- Consuelo
- Porvenir
- Angelina
- Santa Fe
- Quisqueya

A cada calle principal se le dio el nombre de un Ingenio de San Pedro de Macorís ya que fue gracias a los ingenios que este barrio se fundó para los trabajadores de los ingenios como ya antes mencionado.

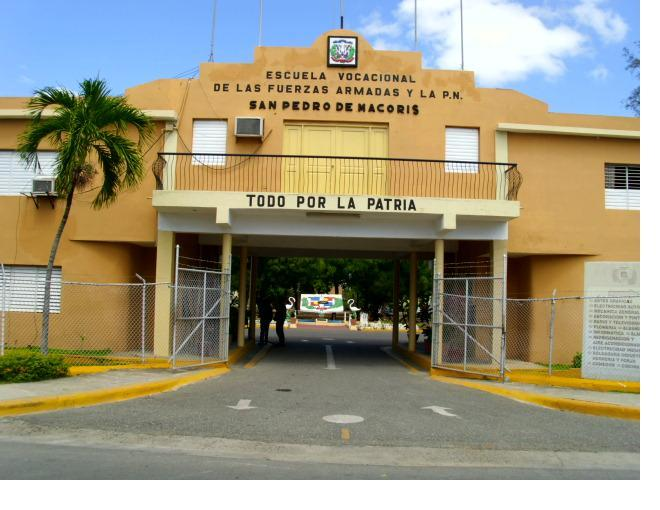
escuela laboral de barrio kennedy

## Educación
Colegios ubicados en este barrio:
- Colegio Cristiano las Palmas
- Colegio Gerónimo

## junta de Vecinos
Es la encargada de organizar las actividades del barrio como: Deportivas, Culturales, Cristianas entre otras. Y de resolver los problemas ocasionados en este.
Es la responsable de que el barrio se mantenga en total tranquilidad y de reclamar las necesidades del mismo ante el gobierno.

## Recursos naturales
Entre ellos se encuentra El Parque Kennedy fundado en los años 80 ubicado en la calle Quisqueya. 
Entre las plantas más abundantes están: Mango, Aguacate, Palma y coco.

## Economía
En los inicios del barrio la economía se basaba en el Ingenio Porvenir, porque en ese entonces eran todos trabajadores del ingenio que residían en este barrio. Hoy día hay la economía se basa en:
- Colmados
- Cyber
- Farmacia
- Bancas
- Fotocopiadoras
- Taller de mecánica
- Lavandería
- Cafeterías
- Salones
- Motocónchos

## Actividades Culturales y Deportivas
En este Barrio hay grupos de danza, teatro y coro, los cuales están organizados por Inés Paulino, la cual es la organizadora de cultura en la Junta de Vecinos del Barrio Kennedy.
El grupo de Danza tiene alrededor de 10 á 11 años de fundada, junto con el grupo de Coro, Star dan (Estrella de Danza) nombre que reciben los mismos.
Los grupos Culturales son patrocinados por la parroquia del barrio llamada Cristo Rey, los grupos se presentan en la misma y canta e interpretan cantos cristianos. Jenniffer Pérez es la actual directora de danza y coreografía.
Entre los deportes se encuentran: baloncesto, voleibol, béisbol, sobol y ajedrez, el nombre que reciben los equipos es “Proyecto Kennedy”. Fue fundado el 12 de enero alrededor de 12 años. Hoy día los equipos son dirigidos por el Señor Ramón Insanbel, estos equipos han ganado 32 trofeos en los diferentes renglones, su último trofeo fue en el año 2009 en el renglón de baloncesto.
Estos equipos cuentan con alrededor de 900 personas en las distintas áreas, conformado por niños, adolescentes, jóvenes y adultos. Su debut lo hacen en el colegio Jerónimo y en la parroquia Cristo rey.

## Salud
- Clínica del niño
- Seguro Nacional de Salud (SeNaSa)
- Instituto Regional del Corazón Hipertensión y Especialidades
- Hospital Dr. Jaimes Oliver Pino
- Secretaria de Estado de Salud Pública y Asistencia Social
- Sistema Único de Beneficios (SIUBEN)

## Sistema SIUBEN
Fundado en agosto de 2004 con la finalidad de crear un sistema que recolecte todas las condiciones de la vida socioeconómica de cada hogar dominicano, para poder aplicar los beneficios sociales como son: es seguro SeNaSA, programa comer primero, el incentivo a la asistencia escolar, el subsidio al gas propano y el subsidio de la luz.  